# Mallotus surculosus
Mallotus surculosus är en törelväxtart som beskrevs av Paul Irwin Forster. Mallotus surculosus ingår i släktet Mallotus och familjen törelväxter. Inga underarter finns listade i Catalogue of Life.